# Emily Cross
Emily Cross, född den 15 oktober 1986 i Seattle, Washington, är en amerikansk fäktare som tog OS-silver i damernas lagtävling i florett i samband med de olympiska fäktningstävlingarna 2008 i Peking.